# Sustead
Sustead är en civil parish i Storbritannien.   Den ligger i grevskapet Norfolk och riksdelen England, i den sydöstra delen av landet, 180 km nordost om huvudstaden London. Antalet invånare är 218. Arean är 6,8 kvadratkilometer.
Terrängen i Sustead är mycket platt.